# Русификация на Украйна
Русификация на Украйна (укр. Русифікація України също зросійщення) – набор от действия и условия, насочени към укрепване на руското национално политическо превъзходство в Украйна и сред украинците чрез преход или прехвърляне на лица от неруска националност към руския език и руската култура с последващата им асимилация. Украйна и Беларус са най-засегнатите от русификация страни.
Русификацията е древна политика на руските режими, възникнала по времето на Руската империя, възобновила своето съществуване по време на Съветския съюз и засилила се при управлението на Владимир Путин в териториите, окупирани от Русия. Това се проявява не само в изместването на родния език и замяната му с руски, но и в промяната на фамилните имена (руските окончания и ударения обикновено се добавят към украинските фамилни имена в документите), както и в реконструкцията на местната архитектура и унищожаването на свещени сгради.

## Хронология
- 1690. Забрана от Руската православна църква на енорийски книги, отпечатани на украински книжовен език от онова време, и първите случаи на тяхното унищожаване (Тази политика започва веднага след преминаването на украинските казаци под протектората на Русия)[3]
- 1720. Указ на Петър I за забрана на печатането на книги на украински език в печатници в Киев и Чернигов[4]
- 1764. Инструкция на Екатерина II за русификация на Украйна, Смоленск (етническа беларуска територия), балтийските държави и Финландия[5][6]
- 1784. Пълна забрана на началното образование на украински език на територията на Руската империя.
- 1786. Забрана на използването на украински език в богослуженията и преподаването на украински език във висшите учебни заведения.
- 1831. Премахване на магдебургското право в градовете, което направи невъзможно воденето на съдебни производства на украински език.
- 1862. Украинските енорийски училища са затворени. Прекратено е издаването на украинското литературно, научно и политическо списание „Основа“.
- 1863. Указът на Петр Валуев, в който той заявява, че „украински език не е съществувал, няма и не може да съществува и всеки, който не разбира това, е враг на Русия“[7].
- 1876. Емски указ. Забрана за внос на украински книги от чужбина, забрана за подписване на украински текстове под музикални партитури, забрана за украински представления. По време на концерта хорът на Микола Лисенко беше принуден да изпее украинската народна песен „Дъжд“ на френски език.
- 1881. Законът, който позволява да се отпечатват речници на украински език, но според руския правопис
- 1882. Руското правителство нарежда на цензурата строго да следи за недопускане на украински преводи на чужда литература.
- 1887. Цензорът връща ръкописа на граматиката на украинския език, без да го прочете, като пише на автора, че „не е необходимо да се допуска публикуването на граматиката на този език, обречен на несъществуване“.
- 1888. Указ на император Александър III „За забраната на използването на украински език в официалните институции и кръщението на деца с украински имена“.
- 1889. В Киев, по време на археологическия конгрес, е разрешено да се четат речи на всички езици с изключение на украински.
- 1894. Забрана за внос на украински книги от чужбина.
- 1895. Забрана за издаване на украински детски книги
- 1903. При откриването на паметника на писателя Иван Котляревски в Полтава не му е позволено да прочете реч на украински.
- 1905. Кабинетът на министрите на Русия отхвърли искането на Киевския и Харковския университети за премахване на забраната върху украинския език, наричайки го „непрактично“.
- 1906 и 1907. Закриване на украиноезичния вестник „Просвита“ в Одеса и Николаев.
- 1910. Указ на Столипин за включването на украинците в категорията на чужденците и за забраната за създаване на всякакви украински политически организации.
- 1913. Директорът на Киевския учебен окръг издава инструкция, забраняваща на ученици и студенти да посещават украински театрални представления.
- 1914. Забрана за честването на 100-годишнината от рождението на главния украински писател Тарас Шевченко[8]
- 1922. След съветско-украинската войната, ликвидацията на вестник „Просвита“ в Кубан и в други места на пребиваване на украинци, които стават част от Съветска Русия
- 1929. Първите арести на интелигенцията (оказа се, че „украинизацията“ в СССР е извършена през 20-те години на миналия век, за да се идентифицират бъдещи жертви на репресии)
- 1933. По време на Гладомора е публикувана телеграмата на Сталин за спиране на „украинизацията“.
- 1937. Разстрел от съветските специални части на представители на украинския интелектуален елит, по-известен като „червения ренесанс“[9][10].
- 1938. Резолюция на Кремъл за задължителното изучаване на руски език в училищата на Съветска Украйна.
- 1958. Резолюция на Пленума на ЦК на КПСС за прехода на украинските училища към руски език на обучение. На 17 септември 1959 г. Върховната рада на Украинската ССР приема съответната резолюция.
- 1961. 22-рият конгрес на комунистическата партия – новата програма на партията за „сливането на нациите в един съветски народ“
- 1970. Заповед на Министерството на образованието на СССР за писане и защита на всички дисертации само на руски език.
- 1975. Произведенията на украински писатели се публикуват в съкратен вид поради съветската цензура
- 1980. Нови арести на украинска интелигенция и дисиденти, които след това са подложени на наказателна психиатрия.
- 2014. В окупираните от Русия територии в Източна Украйна училищата преминват на руски език на обучение. Руски войници отвличат и измъчват проукраински граждани, изземват и публично изгарят украинска литература, събарят паметници на украински хетмани[11]
- 2016. След 2 години руска окупация на Крим, училищата с преподаване на украински са затворени. От 2016 г. работи само една школа по украински език. Формално преподаването на украински е разрешено, но неофициално подобни опити са активно блокирани[12]
- 2019. Последното декларирано украинско училище е преформатирано и според родителите в „декларираното“ украинско училище де факто всички предмети се провеждат на руски[13].
- 2022. Реч на депутата от Държавната дума Евгений Федоров пред председателя на Министерството на науката на Руската федерация относно създаването на Института за регулиране на украинските езикови стандарти в Русия[14]. Руските войски във временно окупираните територии конфискуват и унищожават украинската литература и украинските учебници по история и принуждават местните учители да водят учебния процес в училищата изключително на руски[15]. Освен това окупационните власти в Крим създават така наречените лагери за преквалификация на учители с цел прехвърлянето им към „руските стандарти на образование“[16][17]
- 2023. Във временно окупираните територии руснаците изземват украински книги дори от фондовете на общи и училищни библиотеки и ги изгарят в котелни[18].